# NGC 5073
إن جي سي 5073 (بالألمانية: NGC 5073) التي يرمز لها بالرمز NGC 5073، هي مجرة، في كوكبة العذراء.

## الاكتشاف
اكتشفت في 8 فبراير 1785، بواسطة ويليام هيرشل.